# Evandro

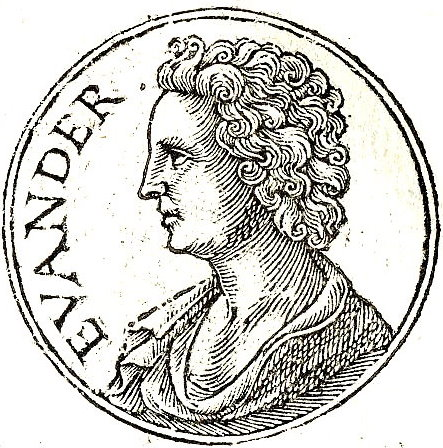
Evandro. Promptuarii Iconum Insigniorum.

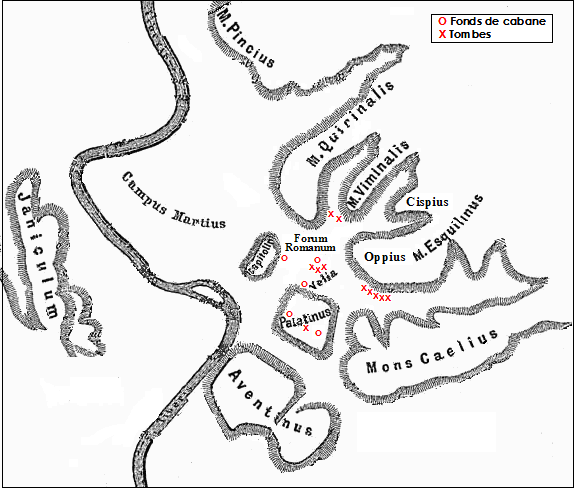
Mapa de la ciudad de Palanteo

Evandro (del griego Εὔανδρος, "buen hombre" u "hombre fuerte", etimología utilizada por los poetas para enfatizar la virtud del héroe) es, en la mitología romana, rey de los arcadios, pueblo asentado en el Lacio. Además, se le atribuye la creación del alfabeto latino.  

## Genealogía
Según Dionisio de Halicarnaso, es hijo de Hermes (Mercurio) y una ninfa hija de Ladón que poseía el poder profético y daba nombre a la ciudad de Telpusa. Esta recibía culto en Roma bajo el nombre de Carmenta, también conocida como Temis, Nicóstrata y Tiburtis (esta última se relaciona con el río Tíber).   
En algunos relatos, como los escolios de Mauro Servio Honorato a la Eneida de Virgilio, aparece como hijo de Equemo de Tegea y Timandra, hija de Tindárreo y Leda. Por lo tanto, descendería de la familia de los Dioscuros.  
En cuanto a su descendencia, es padre del guerrero Palante y también se le conocen dos hijas, Roma y Dina (o Dauna). La gens romana Fabia reclama descender de él a través de su nieto Fabio, hijo de Heracles por una de sus hijas. Es por esto que podemos encontrar en algunas fuentes a Lavinia, esposa de Heracles, como su hija.  

## Fundación de Pallantium
Las distintas versiones difieren acerca de por qué se ve obligado a abandonar Hellas. Mientras que para algunos fue por su propia motivación, otros dicen que tuvo que huir tras el asesinato de su padre en defensa de su madre. Ambos son expatriados y se afirma también que mató a su madre. Es posible que haya sido también motivado por las rebeliones de los ciudadanos contra las autoridades 
De acuerdo con la tradición mítica, Evandro condujo a su pueblo desde Grecia hasta el Lacio, donde edificó la ciudad de Palanteo. Se estableció en la orilla izquierda del Tíber, en una colina que, posteriormente, se conocerá como Palatino. El nombre de la ciudad y la colina lo escoge en honor a su abuelo. 
Es acogido por Fauno, el rey de los Aborígenes, pero tuvo que luchar contra el rey de Praeneste, el gigante Erilo. La diosa madre Feronia concedió tres vidas, por lo que Evandro tuvo que luchar tres veces hasta matar al gigante. 
Una vez establece su poder, funda la ciudad de Palanteo, que más tarde se incorpora a Roma, e introduce entre los aborígenes las costumbres griegas:  
- Introduce en Italia el Panteón olímpico y los cultos arcadios a los dioses Ceres (Deméter), Neptuno (Poseidón) y Nike (Victoria), además del Pan Liceo al que dedica las Lupercales.
- Les trae la escritura. Los nombres de Evandro y su madre Carmenta están asociados con el mito de la creación de la escritura latina, ya que se dice que fueron ellos los encargados de convertir las letras griegas en latinas.
- Los aborígenes solo conocían la flauta del pastor, por lo que introduce nuevos instrumentos musicales como la lira, el triángulo y la flauta.
- Enseñó a los lugareños nuevas técnicas agrarias y ganaderas, como sembrar y enjaezar bueyes. En muchos textos de autores como Virgilio y Estrabón se destaca su figura de ganadero, mecionando sus "idílicos rebaños".

Asimismo, erigió el Altar Magno de Hércules en el Foro Boario (entre el Palatino y el Aventino). Esto se debe a la especial veneración de los arcadios hacia este héroe, que les había librado del gigante Caco.  

## Aparición en laEneida
Eneas acudió a Evandro en busca de ayuda para combatir a los ejércitos de Turno y este accedió, pues conocía a su padre, Anquises, ya que ambos descendían lejanamente de Atlas. El rey, excusándose de luchar por su avanzada edad, envió a su hijo al frente de un ejército, quien demostró ser un gran guerrero e incluso fue comparado con Lauso, el hijo de Mecencio. Aunque la victoria en la guerra la obtuvo el bando de Eneas, Palante murió durante la contienda.Se narra la tristeza de Evandro al recibir a su hijo muerto y la ira de Eneas ante la tragedia. El héroe Eneas, desde el furor, se abre paso entre las tropas enemigas con el objetivo de asesinar a Turno. 
En la Eneida es presentado como un rey sabio, optimista y de gran valor. Se cree que llega al Lacio 60 años antes de la guerra de Troya, por lo que en los relatos de Virgilio se presentaría como un anciano. Mediante Evandro y Latino, se fomenta el arquetipo del héroe, característica propia de la literatura latina. Evandro representa al héroe mediador, que promueve la afiliación de los pueblos con el jefe troyano

Para hacernos una idea de su aspecto, tenemos un fragmento donde se retrata la figura de Evandro en la Eneida: 
«Levántase el anciano, vístese una túnica y calza sus pies con la sandalia tirrena; en seguida se ciñe al costado, suspendiéndola de los hombros, la espada de los Tegeos y revuelve a su brazo izquierdo una piel de pantera. Con él salen del alto zaguán dos perros, sus vigilantes guardas, que acompañan los pasos de su amo, el cual se encamina a la repuesta morada de su huésped Eneas, recordando sus palabras de la víspera y los socorros prometidos. No menos madrugador Eneas, iba ya, acompañado de Acates, al encuentro de Evandro, a quien acompañaba su hijo Palante».

Fragmento del Libro VIII de La Eneida, Virgilio.

## Culto
En Roma era venerado junto a los "dioses domésticos locales", puesto que las antiguas creencias sobre la formación de los pueblos romanos pone a Evandro como líder de los descendientes de colonos arcadios. Evandro fue deificado tras su muerte y se construyó un altar en su honor en el monte Aventino, no muy lejos de la Porta Trigemina. Este altar es muy similar al de su madre, Carmenta, colocado al pie del Capitolio cerca de la Porta Carmentalis. En el altar de Evandro se hacían sacrificios anuales. Según Pausanias, en el Palanteo existió un templo arcádico con la estatua de Evandro. 

## El mito de Evandro y la escritura
Existen muchos mitos acerca del origen de la escritura, atribuidos a divinidades, héroes y semidioses. Al igual que los griegos lo atribuyeron al dios Hermes, los romanos crean el mito de Evandro. Se trata de un personaje sobrenatural, que por los que sabemos gracias a los restos arqueológicos, vivió antes de la guerra y destrucción de Troya. No pudo haber llevado ningún alfabeto en una época en la que no existía, pues los micénicos solo conocían el lineal B hasta que se sumen en la etapa ágrafa (Edad Oscura). 
Además de la invención del alfabeto latino, el mito de Evandro otorga a Roma un pasado grandioso de origen divino que contribuye a la exaltación de la misma. De esta forma, las estirpes romanas dirigentes se asociaban a un pasado mítico. 